# Harveian Oration

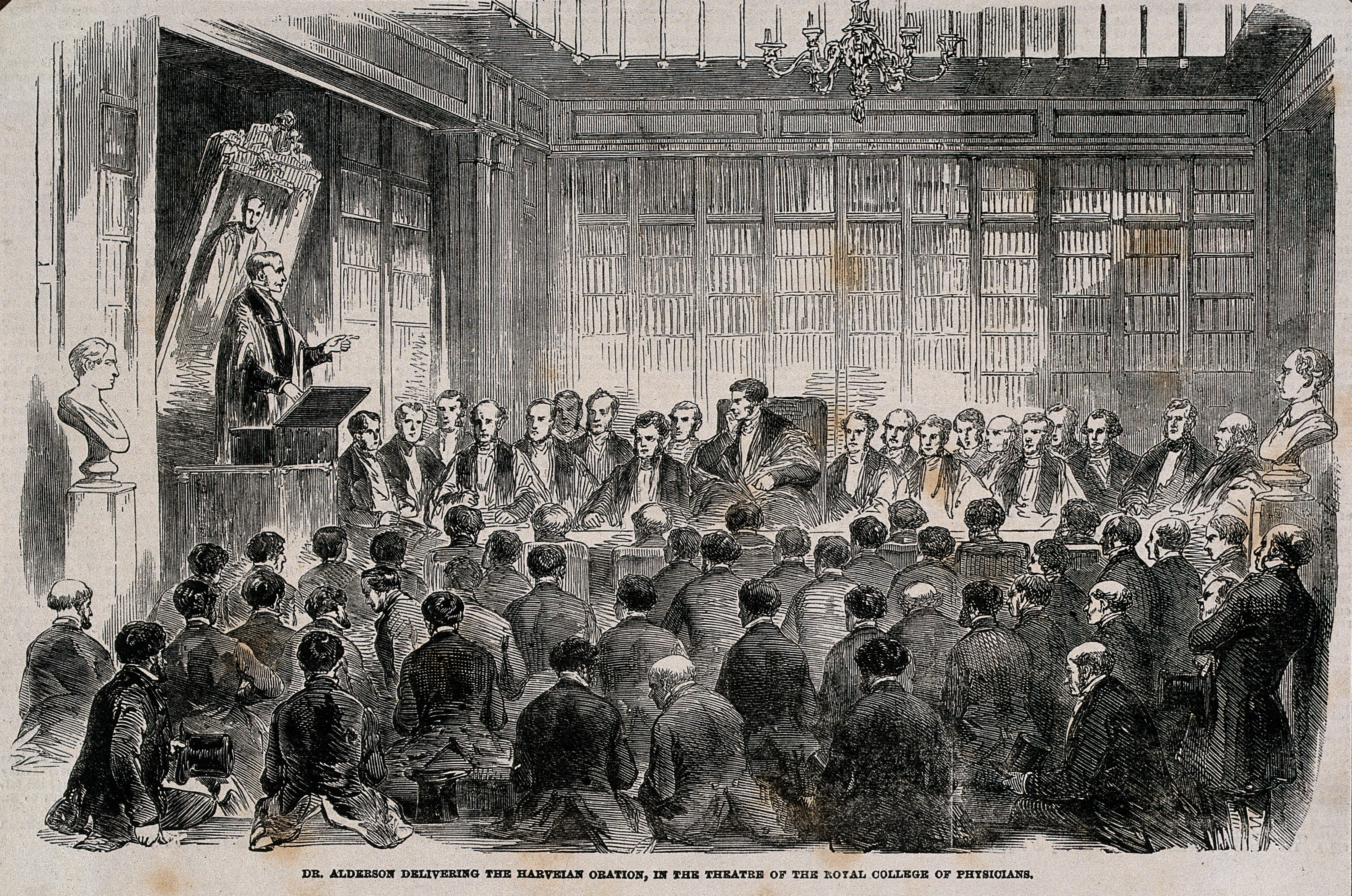
James Alderson während der Harveian Oration vor dem RCP

Die Harveian Oration (engl.; Harveische Rede) ist eine seit 1656 jährlich abgehaltene Rede vor der englischen Ärztekammer Royal College of Physicians (RCP) of London. Die Harveian Orations sind die bekannteste nach William Harvey benannte Vortragsreihe in der britischen Medizin. Harvey hatte dem RCP sein väterliches Erbe gestiftet, ein Anwesen in Burmarsh in Essex. In der Stiftungsurkunde vom 26. Juni 1656 verfügt er, dass einmal jährlich im Andenken an den Stifter eine Rede in lateinischer Sprache vor dem RCP gehalten werden müsse. Dem Redner solle eine Entlohnung von 5 Pfund gezahlt werden, eine Zahlung die erst 1939 auf 10 Guinees (GBP 10,50) erhöht wurde.
Die Harveian Oration vor dem RCP ist nicht die einzige nach Harvey benannte Vorlesungsreihe. Die 1831 gegründete Harveian Society of London veranstaltet seit 1875 die Harveian Lecture und seit 1905 veranstaltet die Harvey Society in New York City ebenfalls eine jährliche Harvey Lecture. Die Europäische Gesellschaft für Kardiologie veranstaltet jährlich die William Harvey Lecture.

## Ablauf
Anfangs war es wohl üblich, den ältesten Fellow zu wählen, der nie ein Amt besetzt hatte. Diese Sitte wurde später fallengelassen und andere Faktoren als nur Seniorität wurden herangezogen. Ursprünglich entschied auch ein Gremium von fünf leitenden Personen des RCP, wer der nächste Redner sein solle. Ab 1860 entschied dies der Präsident des RCP alleine.
In der Abfolge der Reden gibt es erhebliche Lücken, da in den ersten fünfzig Jahren nur zwanzig Reden gehalten wurden, von denen auch nur sieben in gedruckter Form veröffentlicht wurden. Die Anforderung der Rede in Latein wurde 1864 zum letzten Mal durch Robert Lee erfüllt. Spätere Reden wurden in englischer Sprache gehalten. Die erste Frau, die die Rede hielt, war die Mit-Begründerin der modernen Hepatologin, Sheila Sherlock, 1985.

## Redner

### Von 1656 bis 1700
| Nr. | Name              | Lebensdaten      | Jahr | Anmerkungen |
| --- | ----------------- | ---------------- | ---- | --- |
| 1   | Edward Emily      | 1617–1657        | 1656 | Emily äußerte sich kritisch gegenüber dem Militär, was ihm 1656 keine Liebe einbrachte. Fortan sollten die Vorträge vorab dem Präsidenten des College vorgelegt werden, was sich als häufig ignorierte Regel herausstellte. |
| 2   | Edmund Wilson     | 1615–1657        | 1657 | Wilsons Vortrag fand wenige Tage nach dem Tod des Namensgebers Harvey statt. Die Rede selbst wurde nicht überliefert, aber Wilson soll den Gerüchten widersprochen haben, nach denen Harvey sein Leiden mit Opiaten verkürzt habe. Wilson selbst starb, wie übrigens auch sein Vorgänger Emily, wenige Wochen nach der Rede.                                               |
| 3   | Daniel Whistler   | 1619–1684        | 1659 | Whistler produzierte die erste klinische Beschreibung der Rachitis. Er diente dem RCP als Registrar, Schatzmeister und Präsident, sehr zum Nachteil der Kasse des Colleges. |
| 4   | Thomas Coxe       | 1615–1685        | 1660 | |
| 5   | Edward Greaves    | 1608–1680        | 1661 | Greaves' Rede war die erste, die anschließend in Druck ging. Sie wurde auf 32 Seiten 1667 veröffentlicht. Der Text enthält nach Norman Moore wenig Fakten, viele Eitelkeiten, manche davon glücklich. |
| 6   | Charles Scarburgh | 1616–1694        | 1662 | |
| 7   | Christopher Terne | 1620–1673        | 1663 | |
| 8   | Nathan Paget      | 1615–1678 (1679) | 1664 | In anderen Beschreibungen wird Paget als sechster Redner genannt. |
| 9   | Samuel Collins    | 1617–1685        | 1665 | Collins hielt seine Rede im Pestjahr 1665. Er war einer der wenigen Ärzte, die über die gesamte Welle der Epidemie in London blieben. Glücklicherweise überlebte er die Pest und konnte 1682 erneut als Redner auftreten. |
|     | ausgefallen       |                  |      | 1666 bis 1678 fielen die Orations wegen des Wiederaufbaus Londons nach dem großen Brand aus. |
|     | Thomas Millington | 1628–1704        | 1679 | |
|     | Walter Charleton  | 1619–1707        | 1680 | Nach W. J. Bishop und F. N. L. Poynter hielt Charleton die Orations drei Mal, 1680, 1701 und 1705. Nur Walter Harris übertraf Charleton mit vier Orations. Nach dem Artikel zu Charleton im Oxford Dictionary of National Biography hielt er die Rede dreimal, 1680, 1702 und 1706, womit Bishop und Poynter von der Angabe Norman Moores abweichen (1680, 1701 und 1705). |
|     | George Rogers     | ca. 1618–1697    | 1681 | |
|     | Samuel Collins    | 1617–1685        | 1682 | Collins hatte die Oration schon 1665 gehalten, als eine Pestepidemie in London wütete. Als einer von ganz wenigen Ärzten blieb er die ganze Zeit in London. |
|     | Nathaniel Hodges  | 1629–1688        | 1683 | |
|     | Thomas Alvey      | 1645–1704        | 1684 | |
|     | ausgefallen       |                  |      | 1685–1687 fielen die Orations aus. |
|     | Henry Paman       | 1625–1695        | 1688 | |
|     | ausgefallen       |                  |      | 1689–1693 fielen die Orations aus |
|     | Charles Goodall   | 1642–1712        | 1694 | |
|     | ausgefallen       |                  |      | 1695–1696 fielen die Orations aus |
|     | Samuel Garth      | 1661–1719        | 1697 | |
|     | ausgefallen       |                  | 1698 | ausgefallen |
|     | Walter Harris     | 1647–1732        | 1699 | Harris würde die Oration noch drei weitere Male halten, 1707, 1713 und 1726. |
|     | ausgefallen       |                  | 1700 | ausgefallen |

### Von 1701 bis 1750
| Nr. | Name                        | Lebensdaten          | Jahr | Anmerkungen |
| --- | --------------------------- | -------------------- | ---- | --- |
|     | Walter Charleton            | 1619–1707            | 1701 | Laut W. J. Bishop und F. N. L. Poynter hielt Charleton die Oration 1701. Das Oxford Dictionary of National Biography nennt das Jahr 1702.                                                                             |
|     | Walter Charleton            | 1619-1707            | 1702 | Laut W. J. Bishop und F. N. L. Poynter hielt Charleton die Oration 1701. Das Oxford Dictionary of National Biography nennt das Jahr 1702.                                                                             |
|     | ausgefallen                 |                      | 1703 | |
|     | Edward Hulse                | 1631–1711            | 1704 | |
|     | Walter Charleton            | 1619–1707            | 1705 | Laut W. J. Bishop und F. N. L. Poynter hielt Charleton die Oration 1705. Das Oxford Dictionary of National Biography nennt das Jahr 1706.                                                                             |
|     | Walter Charleton            | 1619–1707            | 1706 | Charlton hatte die Oration zum ersten Mal 1680 gehalten, dann 1702 und zum dritten Male 1706. Nur Walter Harris übertraf ihn mit vier Orations (1699, 1707, 1713 und 1726).                                           |
|     | Walter Harris               | 1647–1732            | 1707 | Harris kritisierte in seiner Rede den früheren Redner, Registrar, Schatzmeister und Präsidenten des RCP, Daniel Whistler, für dessen Umgang mit den finanziellen Mitteln des Colleges.                                |
|     | Josiah Clerk                | 1639–1714            | 1708 | |
|     | Charles Goodall             | 1642–1712            | 1709 | |
|     | ausgefallen                 |                      | 1710 | |
|     | George Colebrook            | 8–1716               | 1711 | |
|     | ausgefallen                 |                      | 1712 | |
|     | Walter Harris               | 1647–1732            | 1713 | |
|     | ausgefallen                 |                      |      | von 1714 bis 1718 fielen die Vorträge aus. |
|     | Thomas Pellett              | 1671–1744            | 1719 | |
|     | John Freind                 | 1675–1728            | 1720 | |
|     | John Hawys                  | ?–1736               | 1721 | Abgesehen von der Oration gab Hawys kaum Anlass, sich seiner zu erinnern. |
|     | Henry Plumptre              | ?–1746               | 1722 | |
|     | Richard Mead                | 1673–1754            | 1723 | Meads Rede war die erste, die auch in der englischen Übersetzung veröffentlicht wurde (1763: Status of Greek and Roman physicians). Darüber hinaus wurde 1774 auch noch eine französische Übersetzung veröffentlicht. |
|     | John Hawys                  | 8–1736               | 1724 | Hawys griff erneut den Daniel Whistlers Umgang mit den finanziellen Mitteln des Colleges auf. EN-WP zeigt hier Richard Hale an, so wie in angegeben.                                                                  |
|     | Richard Tyson               | 1680-1750            | 1725 | |
|     | Walter Harris               | 1647-1732            | 1726 | Harris hatte die Vorlesung schon 1699, 1707 und 1713, 1726 gehalten. Mit vier Orations hält er den Rekord der meisten Reden.                                                                                          |
|     | John Arbuthnot              | 1667–1735            | 1727 | |
|     | Charles Bale                | 8–1730               | 1728 | In der von Munk verfassten Kurzvita von Bale wird 1729 als Jahr der Rede angegeben. Das gleiche Jahr wird allerdings auch bei Dod angegeben. Abgesehen von der Oration gab Bale kaum Anlass, sich seiner zu erinnern. |
|     | Peirce Dod                  | 1683–1754            | 1729 | Dod und sein Vorgänger Bale werden von William Munk mit dem Jahr der Rede 1729 angegeben. |
|     | ausgefallen                 |                      | 1730 | |
|     | Noel Broxholme              | 1689-1748            | 1731 | |
|     | Ralph Bouchier              | 8–1768               | 1732 | |
|     | William Wood                | vor 1710 – nach 1739 | 1733 | Wood veröffentlichte den Aufsatz A Mechanical Essay on the Heart London, 1729. |
|     | John Hollings               | 16838–1739           | 1734 | Titel der Rede: Status Humanæ Naturæ expositus in Oratione coram Medicis Londinensibus habita |
|     | Edward Wilmot               | 1693–1786            | 1735 | |
|     | Matthew Lee                 | 1694–1755            | 1736 | |
|     | James Monro                 | 1680-1752            | 1737 | James würden noch drei Generationen von Monros als Orator folgen. |
|     | John Newington              | 8–1771               | 1738 | |
|     | Frank Nicholls              | 1699-1778            | 1739 | |
|     | Simon Burton                | 8–1735               | 1740 | |
|     | Robert Hopwood              | 8–1762               | 1741 | Abgesehen von der Oration gab Hopwood kaum Anlass, sich seiner zu erinnern. |
|     | Benjamin Hoadly             | 1706–1757            | 1742 | |
|     | Robert Bankes               | 8–1746               | 1743 | |
|     | Ambrose Dawson              | 1707–1794            | 1744 | |
|     | Charles Cotes               | 8–1748               | 1745 | |
|     | William Battie              | 1704–1776            | 1746 | Titel: Oratio anniversaria in theatro Collegii Regalis Medicorum Londinensium ex Harvaei instituto habita die xviii Octobris 1746. J. Whiston, London 1746 (Latein, archive.org)                                      |
|     | James Hawley                | 1704–1777            | 1747 | |
|     | Thomas Lawrence             | 1711–1783            | 1748 | |
|     | Charles Feake               | 8–1762               | 1749 | Abgesehen von der Oration gab Feake kaum Anlass, sich seiner zu erinnern. |
|     | William Heberden der Ältere | 1710–1801            | 1750 | Hebderen war erst 1746 nach Mitglied des RCP geworden und 1749 zum Mitglied der Royal Society berufen worden. Seine wichtigsten Leistungen standen noch aus. Heberdens Sohn würde die Harveische Oration 1809 halten. |

### Von 1751 bis 1800
| Nr. | Name                    | Lebensdaten | Jahr | Anmerkungen |
| --- | ----------------------- | ----------- | ---- | --- |
|     | William Browne          | 1692–1774   | 1751 | |
|     | Edward Milward          | 1712–1757   | 1752 | |
|     | William Coxe            | ?–1760      | 1753 | Coxes Sohn, ebenfalls William Coxe, wurde als Reisender und Schriftsteller bekannt.                                                                                                  |
|     | John Thomas Batt        | ?–1762      | 1754 | |
|     | Robert Taylor           | 1710–1762   | 1755 | Taylor sprach über Pockenimpfungen |
|     | Richard Conyers         | 1707–1759   | 1756 | |
|     | John Monro              | 1715–1791   | 1757 | Johns Vater James hatte die Oration schon 1737 gehalten. Johns Sohn, Donald, und sein Enkel, Edward Thomas würden ebenfalls eine Rede halten.                                        |
|     | Anthony Askew           | 1722–1774   | 1758 | |
|     | Mark Akenside           | 1721–1770   | 1759 | |
|     | Richard Brocklesby      | 1722–1797   | 1760 | |
|     | George Baker            | 1722–1809   | 1761 | |
|     | Anthony Askew           |             | 1762 | |
|     | Charlton Wollaston      | 1733–1764   | 1763 | Wollaston hielt seine Rede mit nur 30 Jahren. Er verstarb im darauffolgenden Jahr.                                                                                                   |
|     | William Cadogan         | 1711–1797   | 1764 | Cadogan würde die Oration 1792 erneut halten. |
|     | Thomas Healde           | 1724?–1789  | 1765 | |
|     | Wilkinson Blanshard     | ?–1770      | 1766 | |
|     | ausgefallen             |             | 1767 | „Rebellion“ der Lizensiaten |
|     | Richard Warren          | 1731–1797   | 1768 | Warrens Sohn Pelham würde die Oration 1826 halten. |
|     | Swithen Adee            | 1705–1786   | 1769 | |
|     | Anthony Relhan          | 1715–1776   | 1770 | |
|     | John Green              | ?–1778      | 1771 | |
|     | John Lewis Petit        | ?–1780      | 1772 | |
|     | John Turton             | 1735–1806   | 1773 | |
|     | Richard Jebb            | 1729–1787   | 1774 | |
|     | Donald Monro            | 1727–1802   | 1775 | Donalds Vater, John, und sein Großvater, James, hatten die Oration schon gehalten und Donalds Sohn, Edward Thomas, würde ebenfalls die Ehre erhalten.                                |
|     | Henry Revell Reynolds   | 1745–1811   | 1776 | Reynolds Enkel, George Russell, würde die Oration 1884 halten. |
|     | Richard Wright          |             | 1777 | |
|     | Lucas Pepys             | 1742–1830   | 1778 | |
|     | John Burges             |             | 1779 | |
|     | John Rawlinson          |             | 1780 | |
|     | Richard Budd            | 1746–1821   | 1781 | |
|     | Francis Milman          | 1746–1821   | 1782 | |
|     | Isaac Pennington        | 1745–1817   | 1783 | Pennington war ab 1793 Regius Professor of Physics an der University of Cambridge.                                                                                                   |
|     | John Parsons            | 1742–1785   | 1784 | |
|     | James Hervey            | 17518–1824  | 1785 | |
|     | David Pitcairn          | 1749–1809   | 1786 | |
|     | Francis Riollay         | 1748–1797   | 1787 | |
|     | Martin Wall             | 1747–1824   | 1788 | |
|     | James Robertson Barclay | 8–1827      | 1789 | |
|     | John Ash                | 1723–1798   | 1790 | |
|     | George Fordyce          | 1736–1802   | 1791 | |
|     | William Cadogan         | 1711–1797   | 1792 | 1764 hatte Cadogan die Oration schon einmal gehalten. |
|     | John Carmichael Smyth   | 1779–1838   | 1793 | |
|     | John Latham             | 1761–1843   | 1794 | Lathams Sohn Peter Mere würde die Oratin 1839 halten. |
|     | John Mayo               | 1761–1818   | 1795 | |
|     | William Saunders        | 1743–1817   | 1796 | |
|     | Robert Bourne           | 1761–1829   | 1797 | |
|     | Matthew Baillie         | 1761–1823   | 1798 | |
|     | Edward Thomas Monro     | 1759–1833   | 1799 | Edward Thomas war die vierte Generation der Munros, die die Oration hielt. Sein Urgroßvater, James, sein Großvater, John, und sein Vater, Donald, hatten die Oration schon gehalten. |
|     | Henry Vaughan Halford   | 1766–1844   | 1800 | 1835 würde Halford die Oration erneut halten. |

### Von 1801 bis 1850
| Nr. | Name                         | Lebensdaten | Jahr | Anmerkungen |
| --- | ---------------------------- | ----------- | ---- | --- |
|     | Edward Roberts               | 1762–1846   | 1801 | |
|     | Henry Ainslie                | 1760–1834   | 1802 | |
|     | George Paulet Morris         | 1759–1837   | 1803 | |
|     | Arthur Daniel Stone          | 1764–1824   | 1804 | |
|     | Christopher Pegge            | 1764–1822   | 1805 | Pegge war seit 1801 Regius Professor of Medicine an der University of Oxford.                                                                               |
|     | Christopher Robert Pemberton | 1765–1822   | 1806 | |
|     | Paggen William Mayo          | 1766–1836   | 1807 | |
|     | Richard Powell               | 1767–1834   | 1808 | |
|     | William Heberden             | 1767–1845   | 1809 | Heberdens gleichnamiger Vater hatte die Harveische Oration 1750 gehalten.                                                                                   |
|     | Robert Willis                |             | 1810 | |
|     | Lückenhafte Daten            |             | 1811 | |
|     | Lückenhafte Daten            |             | 1812 | |
|     | Lückenhafte Daten            |             | 1813 | |
|     | Charles Gower                | 8–1822      | 1814 | |
|     | Lückenhafte Daten            |             | 1814 | |
|     | William George Maton         | 1774–1835   | 1815 | |
|     | James Haworth                | 8–1823      | 1816 | |
|     | George Smith Gibbes          | 1771–1851   | 1817 | |
|     | William Lambe                | 1765–1847   | 1818 | |
|     | John Johnstone               | 1768–1836   | 1819 | |
|     | Charles Price                | 1776–1853   | 1820 | |
|     | George Gilbert Currey        | 8–1822      | 1821 | Brown und Munk schreiben 1822 für das Jahr der Rede. Aufgrund der Reihenfolge im Text ist es aber wahrscheinlich, dass 1821 das korrekte Jahr der Rede ist. |
|     | Thomas Turner                | 1772–1865   | 1822 | |
|     | Lückenhafte Daten            |             | 1823 | |
|     | Lückenhafte Daten            |             | 1824 | |
|     | Henry Halford                |             | 1825 | |
|     | Pelham Warren                | 8–1835      | 1826 | Warrens Vater Richard hatte die Oration schon 1768 gehalten.                                                                                                |
|     | Robert Bree                  | 1759–1839   | 1827 | |
|     | John Cooke                   | 1759–1838   | 1828 | |
|     | Clement Hue                  | 1779–1861   | 1829 | |
|     | John Bright                  | 1783–1870   | 1830 | |
|     | ausgefallen                  |             | 1831 | wegen Krankheit ausgefallen |
|     | James Tattersall             | 1780–1855   | 1832 | |
|     | John Ayrton Paris            | 1785–1856   | 1833 | Im Oxford Dictionary of National Biography wird das Jahr 1843 genannt. Dabei handelt es sich aber vermutlich um einen Druckfehler.                          |
|     | Edward Thomas Monro          | 1790–1856   | 1834 | |
|     | Henry Vaughan Halford        | 1766–1844   | 1835 | Halford hatte die Oration schon 1800 gehalten. |
|     | John Kidd                    | 1776–1851   | 1836 | Kidd war seit 1822 Regius Professor of Medicine an der Universität Oxford.                                                                                  |
|     | John Haviland                | 1785–1851   | 1837 | Haviland war von 1817 bis 1851 Regius Professor of Physics an der University of Cambridge.                                                                  |
|     | William Newbigging           |             | 1838 | |
|     | Peter Mere Latham            | 1789–1875   | 1839 | Lathams Vater John hatte die Oration schon 1794 gehalten.                                                                                                   |
|     | Charles Badham               | 8–1845      | 1840 | |
|     | Thomas Mayo                  | 1790–1871   | 1841 | |
|     | Lückenhafte Daten            |             | 1842 | |
|     | William King                 |             | 1843 | |
|     | James Adey Ogle              | 1792–1857   | 1844 | Ogle wurde sechs Jahre nach seiner Rede zum Regius Professor of Medicine an der University of Oxford berufen.                                               |
|     | Charles Giles Bridle Daubeny | 1795–1867   | 1845 | |
|     | John Elliotson               | 1791–1868   | 1846 | |
|     | Henry Herbert Southey        | 1783–1865   | 1847 | Dr. Ramadge and the Harveian Oration |
|     | Francis Hawkins              | 8–1877      | 1848 | |
|     | John Carr Badeley            | 8–1851      | 1849 | |
|     | James Arthur Wilson          | 1795–1882   | 1850 | |

### Von 1851 bis 1900
| Nr. | Name                         | Lebensdaten | Jahr | Anmerkungen |
| --- | ---------------------------- | ----------- | ---- | --- |
|     | John Spurgin                 | 8–1866      | 1851 | |
|     | Richard Formby               | 1790–1865   | 1852 | |
|     | ausgefallen                  |             | 1853 | |
|     | James Alderson               | 1794–1882   | 1854 | Alderson hielt die Oration 1854 und 1867. |
|     | Lückenhafte Daten            |             | 1855 | |
|     | George Hamilton Roe          | 8–1873      | 1856 | |
|     | James Copland                | 1791–1870   | 1857 | |
|     | George Edward Wilmot Wood    | 1806–1864   | 1858 | |
|     | Charles James Berridge Aldis | 1808–1872   | 1859 | |
|     | William Emmanuel Page        | 1808–1868   | 1860 | |
|     | John Spurgin                 |             | 1861 | |
|     | ausgefallen                  |             | 1862 | |
|     | Alexander John Sutherland    | 1810–1867   | 1863 | |
|     | Robert Lee                   | 1793–1877   | 1864 | 1864 wurde die letzte Rede in Latein gehalten. |
|     | Henry Wentworth Acland       | 1815–1900   | 1865 | Acland war seit 1858 Regius Professor of Medicine an der University of Oxford. |
|     | George Edward Paget          | 1809–1892   | 1866 | Paget wurde 1872 zum Regius Professor of Physic an der Universität Cambridge berufen. Gemeinsam mit George Murray Humphry, Professor für Anatomie von 1866 bis 83 sowie Michael Foster reformierte er dort das Studium der Medizin und machte Cambridge zu einer der führenden Universitäten des Landes. |
|     | James Alderson               | 1794–1882   | 1867 | Alderson hatte die Oration schon 1854 gehalten. |
|     | ausgefallen                  |             | 1868 | |
|     | George Owen Rees             | 1813–1889   | 1869 | |
|     | William Withey Gull          | 1816–1890   | 1870 | |
|     | Thomas King Chambers         | 1817–1889   | 1871 | Titel: Restorative Medicine |
|     | Arthur Farre                 | 1811–1887   | 1872 | Titel: The Harveian oration being an analysis of Harvey's exercises on generation |
|     | George Rolleston             | 1829–1881   | 1873 | Rollestons Sohn Humphry Davy würde die Oration 1928 halten. |
|     | Charles West                 | 1816–1898   | 1874 | |
|     | William Augustus Guy         | 1810–1885   | 1875 | |
|     | William Jenner               | 1815–1898   | 1876 | |
|     | Edward Henry Sieveking       | 1816–1904   | 1877 | |
|     | John Scott Burdon-Sanderson  | 1828–1905   | 1878 | Burdon-Sanderson wurde 1895 zum Regius Professor of Medicine an der University of Oxford berufen. |
|     | Samuel Wilks                 | 1824–1911   | 1879 | |
|     | John William Ogle            | 1824–1905   | 1880 | |
|     | Andrew Whyte Barclay         | 1817–1884   | 1881 | |
|     | George Johnson               | 1818–1896   | 1882 | |
|     | Samuel Osborne Habershon     | 1825–1889   | 1883 | |
|     | John Russell Reynolds        | 1828–1896   | 1884 | Reynolds Großvater, Henry Revell, hatte die Oration schon 1776 gehalten. |
|     | Richard Quain                | 1816–1898   | 1885 | Titel: The healing art in its historic and prophetic aspects |
|     | Frederick William Pavy       | 1829–1911   | 1886 | |
|     | William Henry Stone          | 1830–1891   | 1887 | |
|     | Peter Wallwork Latham        | 1832–1923   | 1888 | |
|     | James Edward Pollock         | 1819–1910   | 1889 | |
|     | James Andrew                 | 1829–1897   | 1890 | |
|     | William Howship Dickinson    | 1832–1913   | 1891 | |
|     | John Henry Bridges           | 1832–1906   | 1892 | Titel: Harvey and his successors |
|     | Philip Henry Pye-Smith       | 1840–1914   | 1893 | |
|     | Thomas Lauder Brunton        | 1844–1916   | 1894 | |
|     | William Selby Church         | 1837–1928   | 1895 | |
|     | Joseph Frank Payne           | 1840–1910   | 1896 | Titel: Harvey and Galen |
|     | William Roberts              | 1830–1899   | 1897 | Titel: Science and modern civilization |
|     | Dyce Duckworth               | 1840–1928   | 1898 | Titel: The Influence of Character and Right Judgment in Medicine |
|     | George Vivian Poore          | 1843–1904   | 1899 | |
|     | Thomas Clifford Allbutt      | 1836–1925   | 1900 | Titel: Science and Medieval Thought |

### Von 1901 bis 1950
| Nr. | Name                          | Lebensdaten | Jahr          | Anmerkungen |
| --- | ----------------------------- | ----------- | ------------- | --- |
|     | Norman Moore                  | 1847–1922   | 1901          | Moore war ein fleissiger Lieferant für das Dictionary of National Biography, für welche er nicht weniger als 468 Kurzbiografienen schrieb. Ihm selbst blieb aber einen Eintrag verwehrt. |
|     | David Ferrier                 | 1843–1928   | 1902          | Titel: The Heart and Nervous System |
|     | William Henry Allchin         | 1846–1912   | 1903          | Titel: Structure and function |
|     | Richard Caton                 |             | 1904          | |
|     | Frederick Thomas Roberts      | 1840–1918   | 1905          | |
|     | William Osler                 | 1849–1919   | 1906          | Zwei Jahre, nachdem Osler die Nachfolge von Burdon-Sanderson als Regius Professor of Medicine an der University of Oxford angetreten hatte, hielt auch er die Oration. Titel: The growth of truth, as illustrated in the discovery of the circulation of blood |
|     | Frederick Taylor              | 1847–1920   | 1907          | |
|     | Joseph Arderne Ormerod        | 1848–1925   | 1908          | |
|     | George Henry Savage           | 1842–1921   | 1909          | Titel: The Harveian oration on experimental psychology and hypnotism |
|     | Horatio Bryan Donkin          | 1845–1927   | 1910          | Titel: On inheritance of mental characters |
|     | Charles Theodore Williams     | 1838–1912   | 1911          | |
|     | James Frederic Goodhart       | 1845–1916   | 1912          | |
|     | John Mitchell Bruce           | 1846–1929   | 1913          | Titel: The Harveian oration on the influence of Harvey's work in the development of the doctrine of infection and immunity |
|     | Richard Douglas Powell        | 1842–1925   | 1914          | Titel: The Harveian oration on advances in knowledge regarding the circulation and attributes of the blood since Harvey's time |
|     | Sidney Coupland               | 1849–1930   | 1915          | |
|     | Thomas Barlow                 | 1845–1945   | 1916          | |
|     | Robert Saundby                | 1849–1918   | 1917          | |
|     | Percy Marmaduke Kidd          | 1851–1942   | 1918          | |
|     | Raymond Henry Payne Crawfurd  | 1865–1938   | 1919          | Titel: On forerunners of Harvey in antiquity |
|     | Frederick William Andrewes    | 1859–1932   | 1920          | |
|     | Herbert Ritchie Spencer       | 1860–1941   | 1921          | |
|     | Thomas Hancock Arnold Chaplin | 1864–1944   | 1922          | Titel: The Harveian oration on medicine in the century before Harvey |
|     | Ernest Henry Starling         | 1866–1927   | 1923          | |
|     | Archibald Edward Garrod       | 1857–1936   | 1924          | Garrod war 1920 zum Regius Professor of Medicine an der University of Oxford berufen worden. Titel: The debt of science to medicine |
|     | Frederick Walker Mott         | 1853–1926   | 1925          | Titel: The Harveian oration on some developments of Harvey's doctrine "omne vivum ex ovo" |
|     | John Rose Bradford            | 1863–1935   | 1926          | |
|     | William Hale-White            | 1857–1949   | 1927          | |
|     | Humphry Davy Rolleston        | 1862–1944   | 1928          | Rollestons Vater, George, hatte die Oration schon 1873 gehalten. Mütterlicherseits war Rolleston Jr. mit dem Chemiker und Erfinder Humphry Davy verwandt und stammte aus einer Familie von Medizinern. Er wurde Leibarzt des Königs, Regius Professor of Physic, in den Adelsstand erhoben und mit zahllosen Ehrendoktortiteln im In- und Ausland geehrt, präsidierte das RCP und vertrat es im General Medical Council. Titel: Cardio-vascular diseases since Harvey's Discovery |
|     | Wilmot Parker Herringham      | 1855–1936   | 1929          | |
|     | John Beresford Leathes        | 1864–1956   | 18. Okt. 1930 | Titel: The Birth of Chemical Biology |
|     | Robert Hutchison              | 1871–1960   | 1931          | |
|     | George Newman                 | 1870–1948   | 1932          | |
|     | Thomas Lewis                  | 1881–1945   | 1933          | Titel: On Clinical science |
|     | James Stansfield Collier      | 1870–1935   | 1934          | |
|     | Henry Hallett Dale            | 1875–1968   | 1935          | 1936 wurde Dale mit dem Nobelpreis für Physiologie ausgezeichnet. Titel: Some epochs in medical research |
|     | Walter Langdon-Brown          | 1870–1946   | 1936          | Langdon-Brown war Humphry Rollestons Nachfolger als Regius Professor of Physics an der University of Cambridge. |
|     | Arthur Frederick Hurst        |             | 1937          | Titel: Physiology of the Stomach |
|     | Edward Mellanby               | 1884–1954   | 1938          | |
|     | Robert Arthur Young           | 1871–1959   | 1939          | |
|     | ausgefallen                   |             | 1940          | wegen einer Bombardierung ausgefallen |
|     | Edward Farquhar Buzzard       | 1871–1945   | 1941          | Buzzard war seit 1928 Regius Professor of Medicine an der University of Oxford. |
|     | William Wilson Jameson        | 1885–1962   | 1942          | |
|     | William Errington Hume        | 1879–1960   | 1943          | |
|     | Edmund Ivens Spriggs          | 1871–1949   | 1944          | Diese Rede konnte nicht in den Räumlichkeiten des RCP gehalten werden und fand kriegsbedingt in der Royal Infirmary in Manchester statt. |
|     | John Parkinson                | 1885–1976   | 1945          | |
|     | Maurice Alan Cassidy          | 1880–1949   | 1946          | |
| 233 | Charles Ernest Lakin          | 1878–1972   | 1947          | |
|     | Francis Martin Rouse Walshe   | 1885–1973   | 1948          | |
|     | Geoffrey Marshall             | 1887–1982   | 1949          | Titel: Individuality in medicine |
|     | Leonard Gregory Parsons       | 1879–1950   | 1950          | |

### Von 1951 bis 2000
| Nr. | Name                            | Lebensdaten | Jahr | Anmerkungen |
| --- | ------------------------------- | ----------- | ---- | --- |
|     | Archibald Montague Henry Gray   | 1880–1967   | 1951 | Titel: History of Dermatology since the Time of Harvey |
|     | Charles McMoran Wilson          | 1882–1977   | 1952 | |
|     | George Graham                   | 1882–1971   | 1953 | Titel: The value of physiology in medicine |
|     | Charles Putnam Symonds          | 1890–1978   | 1954 | |
|     | John Alexander Charles          | 1893–1971   | 1955 | |
|     | John Crighton Bramwell          | 1889–1976   | 1956 | |
|     | Donald Hunter                   | 1898–1978   | 1957 | Titel: Harvey and his contemporaries |
|     | Geoffrey Langdon Keynes         | 1887–1982   | 1958 | |
|     | Walter Russell Brain            | 1895–1965   | 1959 | Titel: William Harvey neurologist |
|     | Francis Richard Fraser          | 1885–1964   | 1960 | |
|     | Arthur Peregrine Thomson        | 1890–1977   | 1961 | |
|     | Harold Percival Himsworth       | 1905–1993   | 1962 | |
|     | Aubrey Julian Lewis             | 1900–1975   | 1963 | |
|     | George White Pickering          | 1904–1980   | 1964 | Pickering war zu dieser Zeit Regius Professor of Medicine an der University of Oxford. |
|     | Theodore Fortescue Fox          | 1899–1989   | 1965 | Titel: Purposes of medicine |
| 258 | MacDonald Critchley             | 1900–1997   | 1966 | |
|     | Robert Platt                    | 1900–1978   | 1967 | |
|     | Davis Evan Bedford              | 1898–1978   | 1968 | |
|     | Ronald Victor Christie          | 1902–1986   | 1969 | Titel: Medical education and the state |
|     | Henry Cohen                     | 1900–1977   | 1970 | Titel: On the motion of blood in the veins |
|     | Leslie John Witts               | 1898–1982   | 1971 | Titel: The medical professorial unit; |
|     | Thomas Cecil Hunt               | 1901–1980   | 1972 | |
|     | Charles Edward Newman           | 1900–1989   | 1973 | Titel: The art of the De motu cordis |
|     | Charles Stuart-Harris           |             | 1974 | |
|     | John McMichael                  | 1904–1993   | 1975 | |
|     | Ronald Bodley Scott             | 1906–1982   | 1976 | |
|     | Douglas Black                   | 1913–2002   | 1977 | |
|     | John Samuel Richardson          | 1910–2004   | 1978 | Titel: Harvey's exhortation |
|     | Cyril Clarke                    |             | 1979 | |
|     | Francis Avery Jones             | 1910–1998   | 1980 | |
|     | John Fisher Stokes              | 1912–2010   | 1981 | |
|     | William Richard Shaboe Doll     |             | 1982 | Doll war seit 1969 Regius Professor of Medicine an der University of Oxford. |
|     | Richard Bayliss                 | 1917–2006   | 1983 | |
|     | Anthony Clifford Dornhorst      |             | 1984 | |
|     | Sheila Sherlock                 | 1918–2001   | 1985 | Sherlock hatte an der University of Edinburgh studiert und als Klassenbeste („Ettles Scholarship“) abgeschlossen. Sie wendete sich der Gastroenterologie zu mit besonderem Interesse an der Leber. Gemeinsam mit Hans Popper gilt sie als die Begründerin des Fachs Hepatologie. Sie wurde 1952 zum Fellow des RCP berufen, die jüngste Frau, die je angenommen wurde. Sie hielt verschiedene Vorträge vor der Gesellschaft und als erste Frau überhaupt auch die Harveian Oration. Titel: Virus Hepatitis; |
|     | Allan George Williams Whitfield | 1909–1987   | 1986 | |
|     | James Gowans                    |             | 1987 | |
|     | Paul Emanuel Polani             | 1914–2006   | 1988 | |
|     | Christopher Booth               | 1924–2012   | 1989 | Titel: A clinician in search of the soluble |
|     | John Nicholas Walton            |             | 1990 | |
|     | Raymond Hoffenberg              |             | 1991 | |
|     | J. D. Wetherall                 |             | 1992 | |
|     | Colin Dollery                   |             | 1993 | |
|     | Margaret Turner-Warwick         | 1924–2017   | 1994 | |
|     | John D. Swales                  |             | 1995 | |
|     | Walter Bodmer                   |             | 1996 | Titel: The somatic evolution of cancer |
|     | John Grimley Evans              |             | 1997 | |
|     | Donald Acheson                  |             | 1998 | |
|     | Brian Jarman                    |             | 1999 | |
|     | Leslie Turnberg                 |             | 2000 | Titel: Science, society and the perplexed physician |

### Von 2001 bis 2050
| Nr. | Name                  | Lebensdaten | Jahr | Anmerkungen |
| --- | --------------------- | ----------- | ---- | --- |
|     | David Warrell         |             | 2001 | Titel: To search and Studdy out the secrett of Tropical Diseases by way of Experiment. |
|     | Cyril Chantler        |             | 2002 | Titel: The Second Greatest benefit to Mankind? |
|     | Paul Nurse            |             | 2003 | Titel: The Great Ideas of Biology |
|     | Keith Peters          |             | 2004 | Titel: Exceptional Matters |
|     | Colin Blakemore       |             | 2005 | Titel: In Celebration of Cerebration |
|     | Michael Marmot        |             | 2006 | Titel: Health in an unequal world – social circumstances, biology and disease |
|     | Mark Brian Pepys      |             | 2007 | Titel: Science and Serendipity |
|     | Michael David Rawlins |             | 2008 | Titel: De Testimonio: On the evidence for decisions about the use of therapeutic interventions |
|     | Leszek Borysiewicz    |             | 2009 | Titel: Prevention is better than cure |
|     | John Bell             |             | 2010 | Titel: Redefining Disease |
|     | Iona Heath            |             | 2011 | Titel: Divided we fail |
|     | Richard Peto          |             | 2012 | Titel: Halving premature death |
|     | Kay Davies            |             | 2013 | Titel: The era of genomic medicine |
|     | John Gurdon           |             | 2014 | Titel: Stem cells and cell replacement |
|     | Mark Walport          |             | 2015 | Titel: Medicine, science and values with hindsight and foresight |
|     | Stephen O’Rahilly     |             | 2016 | Titel: Some observations on the causes and consequences of obesity |
|     | Chris Whitty          |             | 2017 | Titel: Triumphs and challenges in a world shaped by medicine |
|     | Mary Dixon-Woods      |             | 2018 | Titel: Improving quality and safety in health care |
|     | John Burn             |             | 2019 | Burn ist Professor für klinische Genetik an der Newcastle University. In seinem Vortrag am 16. Oktober 2019 umriss Burn die Entwicklung der genetischen Medizin, zeigte die Herausforderungen bei der Vorhersage von Erkrankungen auf und wagte einen Blick in die Zukunft. Titel: Prediction and prevention in the genomic era |
|     | Peter J. Ratcliffe    | 1954        | 2020 | Ratcliffe wurde 2019 gemeinsam mit zwei weiteren Personen der Nobelpreis für Physiologie verliehen. Titel: Elucidation of molecular oxygen-sensing mechanisms in human cells: implications for medicine |
|     | Jonathan Van-Tam      |             | 2021 | Van-Tam ist Fachmann für öffentliche Gesundheit und war maßgeblich an der Auswahl und Beschaffung von Corona-Impfstoffen für das Vereinigte Königreich beteiligt. Titel: Moving forwards, understanding backwards: respiratory virus vaccines, therapeutics, and public health policy                                           |
|     | Anne Mandall Johnson  |             | 2022 | Johnson ist eine bekannte britische Epidemiologin, die sich mit Arbeiten zur öffentlichen Gesundheit, insbesondere zu HIV und sexuell übertragenen Krankheiten befasste. |
|     | Patrick Vallance      |             | 2023 | Ein wichtiger Berater der britischen Regierung während der Corona-Pandemie sprach Vallence über die Bedeutung der Integration. Titel: The importance of integration – some observations from the clinic, academia, industry and government                                                                                      |
|     | Avan Aihie Sayer      |             | 2024 | Die Professorin an der University of Newcastle und Directorin des NIHR Newcastle Biomedical Research Centre & Professor of Geriatric Medicine erarbeitete sich einen Ruf als Fachfrau für Geriatrie. Titel: From bench to bedside and beyond: new horizons for translational ageing research                                    |